# Курше, Арнолдс
А́рнолдс Ку́рше (латыш. Arnolds Kurše, в русской историографии Арнольд Янович Курше; 7 января 1896, Руцавская волость — 16 мая 1953, Мариинский лагерь) — офицер русской, латвийской армии и латышского легиона.

## Биография
Родился 7 января 1896 года в Руцавской волости. В 1914 году окончил Лиепайское городское реальное училище.
В 1932 году женился на Милде Аустрине (1902—1942), дети: Арнольд (1932), Марис Маргерс (1933), Андрис (1938—1978), Аустра (1941).
В 1940 году проживал в городе Плявиняс, занимался садоводством. С 1943 года администратор ресторана в Риге. С 1945 года жил в Вентспилсе.
В январе 1953 года был арестован. Умер 16 мая 1953 года в Мариинском лагере, в Кемеровской области.
Награждён латвийскими орденами Лачплесиса 3-й степени, Трёх звёзд 3-й степени, орденом Виестура 2-й степени, Крестом Заслуг айзсаргов, эстонским Крестом Свободы 2-й степени, литовской медалью в память 10-летия независимости.

## Военная служба

### Русская армия
В октябре 1915 года добровольно вступил в русскую армию, служил во 2-м резервном батальоне.
В декабре 1916 года окончил Гатчинскую школу прапорщиков (прапорщик); служил в Латышском стрелковом резервном полку. Подпоручик (ноябрь 1917 года).
В январе 1918 года уволен из армии в звании подпоручик. Жил в родительском доме в Курземе.

### Латвийская армия
С 9 июня 1919 года служил в вооружённых силах Временного правительства Латвии. Служил во 2-м (позже 5-м) Цесисском пехотном полку. В 1920 году награждён орденом Лачплесиса 3 степени. В 1923 году окончил офицерские курсы. В 1926 году был назначен исполняющим обязанности начальника штаба Курземской дивизии, в том же году окончил Офицерские академические курсы. В 1927 году — руководитель группы Офицерских курсов. В 1929 году — начальник штаба Латгальской дивизии. С 1937 года исполняющий обязанности командира 11-го Добельского пехотного полка, с 1938 года исполняющий обязанности командира батальона 1-го Лиепайского пехотного полка, а позже офицер в управлении Латгальской дивизии. С сентября 1939 года исполняющий обязанности командира 10-го Айзпутского пехотного полка.
С июля 1940 года — командир 4-го Валмиерского пехотного полка, повышен до генерала. Со 2 августа 1940 года назначен помощником командира Видземской дивизии. В октябре 1940 года уволился из армии.

### Латышский легион
С декабря 1941 года в звании полковника командир 18-го латышского батальона шуцманшафта «Курземе», затем начальник 12-го участка полиции в Риге, помощник начальника водной полиции Рижского порта.